# ASEC Mimosas
Amicale Sportive des Employés de Commerce Mimosas (ASEC Mimosas) este un club ivorinan de fotbal din Abidjan. Echipa a fost fondată în  1948 de către opt oameni de afaceri. Clubul mai este cunoscut și sub denumirile de ASEC Mimosas Abidjan și ASEC Abidjan, în special în competițiile internaționale.Africa Sports National este principalul rival al echipei.
Echipa la conducerea căreia se află Roger Ouégnin a înființat Académie Mimosifcom, un centru de formare care a produs mulți buni jucători cum ar fi: Kolo Touré , Aruna Dindane, Salomon Kalou, Didier Zokora, Yaya Touré, Emmanuel Eboué, și Gilles Yapi Yapo.

## Record
Echipa deține recordul mondial pentru cea mai lungă serie de meciuri fără înfrângere în campionatul intern: 108 meciuri între 1989 și 1994, depășind fosta deținătoare a recordului, Steaua București cu 4 meciuri.

## Palmares

### Național
- MTN Ligue 1: 26

1963, 1970, 1972, 1973, 1974, 1975, 1980, 1990, 1991, 1992, 1993, 1994, 1995, 1997, 1998, 2000, 2001, 2002, 2003, 2004, 2005, 2006, 2009, 2010, 2017, 2018
- Cupa Coastei de Fildeș: 20

1962, 1967, 1968, 1969, 1970, 1972, 1973, 1983, 1990, 1995, 1997, 1999, 2003, 2005, 2007, 2008, 2011, 2013, 2014, 2018
- Félix Houphouët-Boigny Cup: 10

1975, 1980, 1983, 1990, 1995, 1996, 1998, 1999, 2007, 2008, 2009

### Internațional
- 1990 Campionatul Vest-african
- 1998 Liga Campionilor CAF
- 1999 Supercupa Africii

## Jucători
Jucători faimoși
- Kolo Touré
- Yaya Touré
- Ibrahim Touré
- Emmanuel Eboué
- Didier Zokora
- Salomon Kalou
- Bonaventure Kalou
- Bakari Koné
- Abdul Nafiu Idrissu
- Aruna Dindane
- Mamadou Zare
- Youssouf Fofana
- Laurent Pokou
- Donald-Olivier Sié
- Abdoulaye Traoré
- Romaric N'Dri Koffi

Jucători notabili
- Gadji-Celi
- Lucien Kassi-Kouadio
- Aliou Koné
- Mangué Cissé
- Akès da Costa
- Bernard Youan-Bi Gaman
- Adou Peter Tayoro